# Abensbergi csata
Az abensbergi csata 1809. április 20-án zajlott le a Napóleon vezette francia és a Habsburg–Lotaringiai Károly Lajos tescheni herceg vezette osztrák erők között. Francia győzelemmel ért véget.

## Előzményei
Károly főherceg kétségbeesetten próbálta összeszedni minden haderejét az 1809-es hadjárat kezdetére. Napóleont először meglepte a támadás, de aztán megszilárdította haderejét, egyesítette Berthier marsallal seregével, és folytatta támadását Abensberg irányába.

## A csata lefolyása
A francia balszárny, Lannes  marsall alakulata visszaverte a gyengén ellenálló osztrákokat. A centrumban a bajorok kemény nyomásnak voltak kitéve, de végül sikerült a francia császár az osztrák szárnyak ellen fordult, kitéve a vereség lehetőségének a jobbszárnyat, így Károly főherceg kénytelen volt visszavonulni.
Az osztrákok 7000 embert vesztettek, a franciák, a württembergiek és bajorok mintegy 3000 halottat és sebesültet. Annak ellenére, hogy a francia császár 113 000 fős seregét az osztrákok két elkülönült, de összesen 160 000 főnyi hadserege felülmúlta létszámban; Károly főherceg mégis kénytelen volt visszavonulni keletre Eckmühl (németül Eggmühl, ma Schierling része) irányába. Hiller tábornok délkelet felé Landshut irányába indult. Ezután mindkét fél a második nagy ütközetben folytatta a harcot. Az abensbergi csatában Ausztria vesztesége 2800 fő volt, további 4000 katona hadifogságba esett.

## Fordítás
- Ez a szócikk részben vagy egészben  a   Battle of Abensberg című angol Wikipédia-szócikk fordításán alapul.  Az eredeti cikk szerkesztőit annak laptörténete sorolja fel. Ez a jelzés csupán a megfogalmazás eredetét és a szerzői jogokat jelzi, nem szolgál a cikkben szereplő információk forrásmegjelöléseként.